# کنکوردیا ۵۸
سیارک ۵۸ (به انگلیسی: 58 Concordia) پنجاه و هشتمین سیارک کشف شده‌است که در ۲۴ مارس ۱۸۶۰ و در دوسلدورف کشف شد.
قدر مطلق سیارک برابر ۸٫۸۶ است.